# Azadeh Kian
Azadeh Kian-Thiébaut (nascida em 1958) é uma acadêmica franco-iraniana, professora de Sociologia, diretora do departamento de Ciências Sociais e diretora do Centro de Estudos Feministas e de Gênero da Universidade de Paris. Ela está incluída e reconhecida no projeto da BBC 100 Women.

## Biografia
De 1987 a 1990, Azadeh Kian-Thiébaut foi professora de Sociologia Política na Universidade da Califórnia (UCLA), em Los Angeles, nos Estados Unidos. Em 1995, ingressou no corpo docente da Universidade Paris III e, posteriormente, na Universidade Paris VIII, no departamento de Seine-Saint-Denis, na região Île-de-France, na França. Ela é especialista em pesquisa em estudos iranianos e magrebinos e pesquisadora do laboratório iraniano Centre national de la recherche scientifique (CNRS). Seus trabalhos notáveis incluem Ter vinte anos no Irã (Alternatives, 1999), Mulheres iranianas entre o Estado Islâmico e a família (Maisonneuve & Larose, 2002) e A República Islâmica do Irã: da Casa do Guia à Razão de Estado (Michalon, 2005). Em 1996, ela publicou o artigo Mulheres iranianas contra o clero: islâmicas e secularistas unidas pela primeira vez, no Le Monde diplomatique, e em 2010 ela publicou o artigo Feminismo islâmico no Irã: uma nova forma de subjugação ou o surgimento da agência? na revista Crítica internacional. Em suas obras, ela critica as leis islâmicas (shari'a) nos países muçulmanos e as vê como uma ameaça aos direitos de igualdade das mulheres.
O Servizio d'informatione religiosa (SIR) a definiu como “a mulher mais ouvida da diáspora iraniana”.

## Ativismo
Ela está entre as mulheres da diáspora iraniana mais consultadas no mundo para comentar as evoluções sociais e políticas de seu país natal.
Ela descreveu o momento da morte de Mahsa Amini como um ponto de inflexão em que a sociedade civil contradiz abertamente o poder iraniano ("O que há de inédito nesses protestos é que as mulheres estão liderando o cargo") e fez uma apresentação como convidada no Parlamento Europeu, em outubro de 2022, após uma reunião com a presidente do Parlamento Europeu, Roberta Metsola. Ela falou no Les Echos Belgium sobre talibanização do poder no Irã. Ela afirmou que a crise no Irã é uma revolução para mudar o regime, e não apenas um protesto da sociedade civil.

## Publicações
- Thiébaut, Azadeh. Secularização do Irã: um fracasso condenado? A nova classe média e a formação do Irã moderno (Travaux et memoires de l'Institut d'Etudes iraniennes). Leuven: Peeters Publishers, 1998.ISBN 9042900326
- Thiébaut, Azadeh. Les femmes iraniennes entre islam, Etat et famille. Paris: Maisonneuve et Larose, 2002.ISBN 2706816147
- Eshraghi, Isabelle, Azadeh Thiébaut Thiébaut e Seyyed E. Nabavi. Avoir 20 ans à Téhéran. Paris: Ed. Alternativas, 1999.ISBN 2862271942